# Julita socken
Julita socken i Södermanland ingick i Oppunda härad, ingår sedan 1971 i Katrineholms kommun och motsvarar från 2016 Julita distrikt.
Socknens areal är 163,85 kvadratkilometer, varav 152,12 land. År 2000 fanns här 1 595 invånare. Gimmersta herrgård, Julita gård, Fogelstad och Äs säteri, tätorten Äsköping samt sockenkyrkan Julita kyrka ligger i socknen. Vid Julita gård finns Sveriges lantbruksmuseum. 

## Administrativ historik

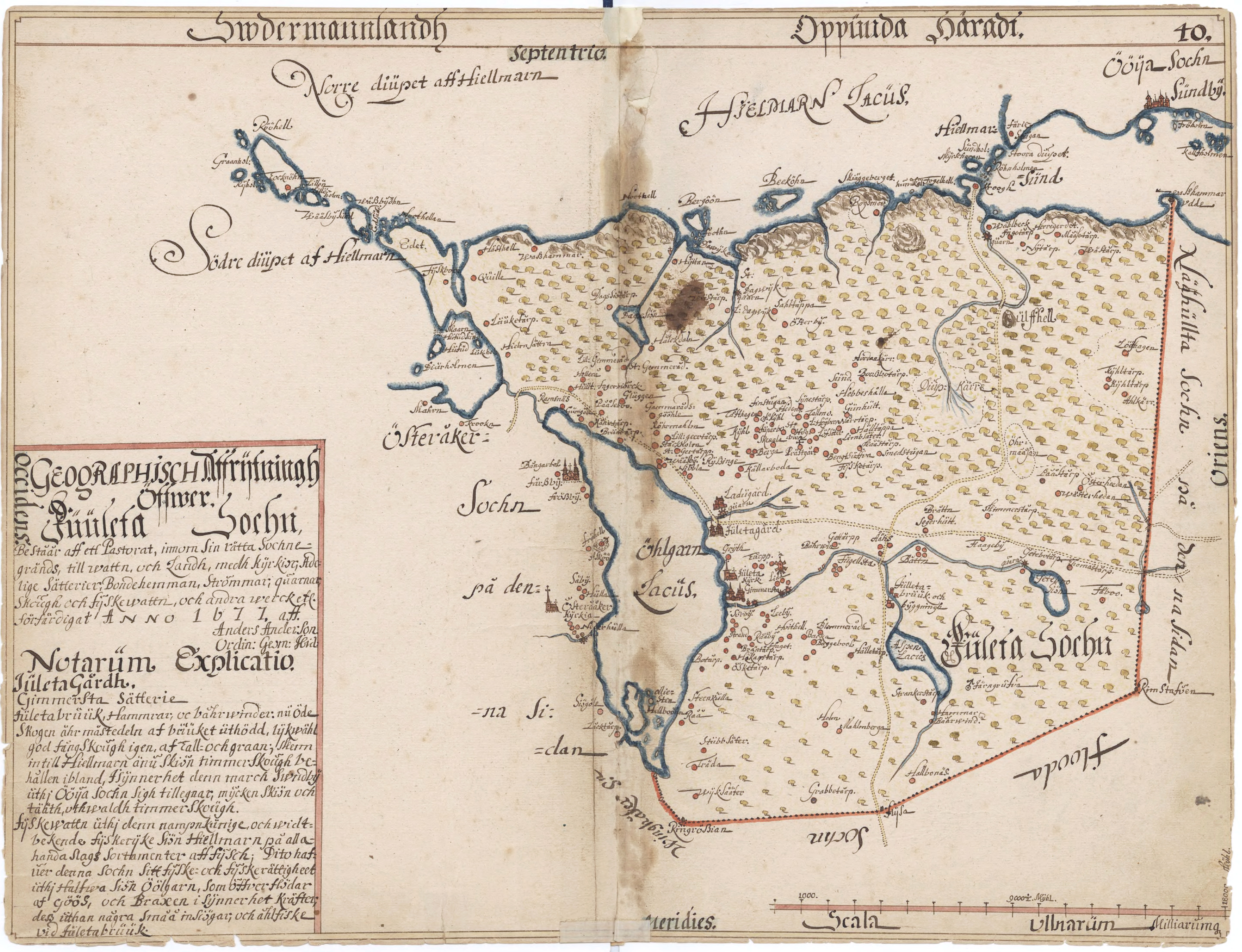
Karta över Julita socken från 1677.

Julita socken har medeltida ursprung. Socknen var förr intimt förknippad med det numera rivna klostret Saba och i dag med godset och lantbruksmuseet Julita gård. Under medeltiden lydde hela socknen under klostret, och senare under historiskt tid under Julita gård. 1859 bestod socknen av 87 mantal, varav 74 3/4 mantal under godsen Äs, Julita, Gimmersta och Foglesta, 10 3/4 mantal skattejord och 1 1/2 mantal kronojord.
Vid kommunreformen 1862 övergick socknens ansvar för de kyrkliga frågorna till Julita församling och de borgerliga till Julita landskommun. Landskommunen inkorporerade 1952 Österåkers landskommun och upplöstes 1971 då denna del uppgick i Katrineholms kommun. Församlingen uppgick 2010 i Katrineholmsbygdens församling.
1 januari 2016 inrättades distriktet Julita, med samma omfattning som församlingen hade 1999/2000. 
Socknen har tillhört län, fögderier, tingslag och domsagor enligt vad som beskrivs i artikeln Oppunda härad. De indelta soldaterna tillhörde Södermanlands regemente, Vingåkers kompani.

## Geografi
Julita socken ligger norr om Katrineholm kring sjön Aspen och sydost om Hjälmaren och med Öljaren i väster. Socknen är i väster en slättbygd vid Öljaren och är i övrigt en kuperad skogsbygd.

## Fornlämningar
Från stenåldern är boplatser och lösfynd funna, från bronsåldern finns spridda gravrösen och från järnåldern finns 15 gravfält. Dessutom återfinns Fornborgen Viksberg i ett dominerande läge på Viksberget vid Äs. Av Julita kloster (Saba) kvarstår endast några delar som ingår i nutida byggnader vid Julita gård.

## Namnet
Namnet (1100-talets senare del Jolattha) innehåller iior/iur, 'häst' och löt, 'betesmark' och syftar på ett område vid kyrkan.

## Bygdens gårdar

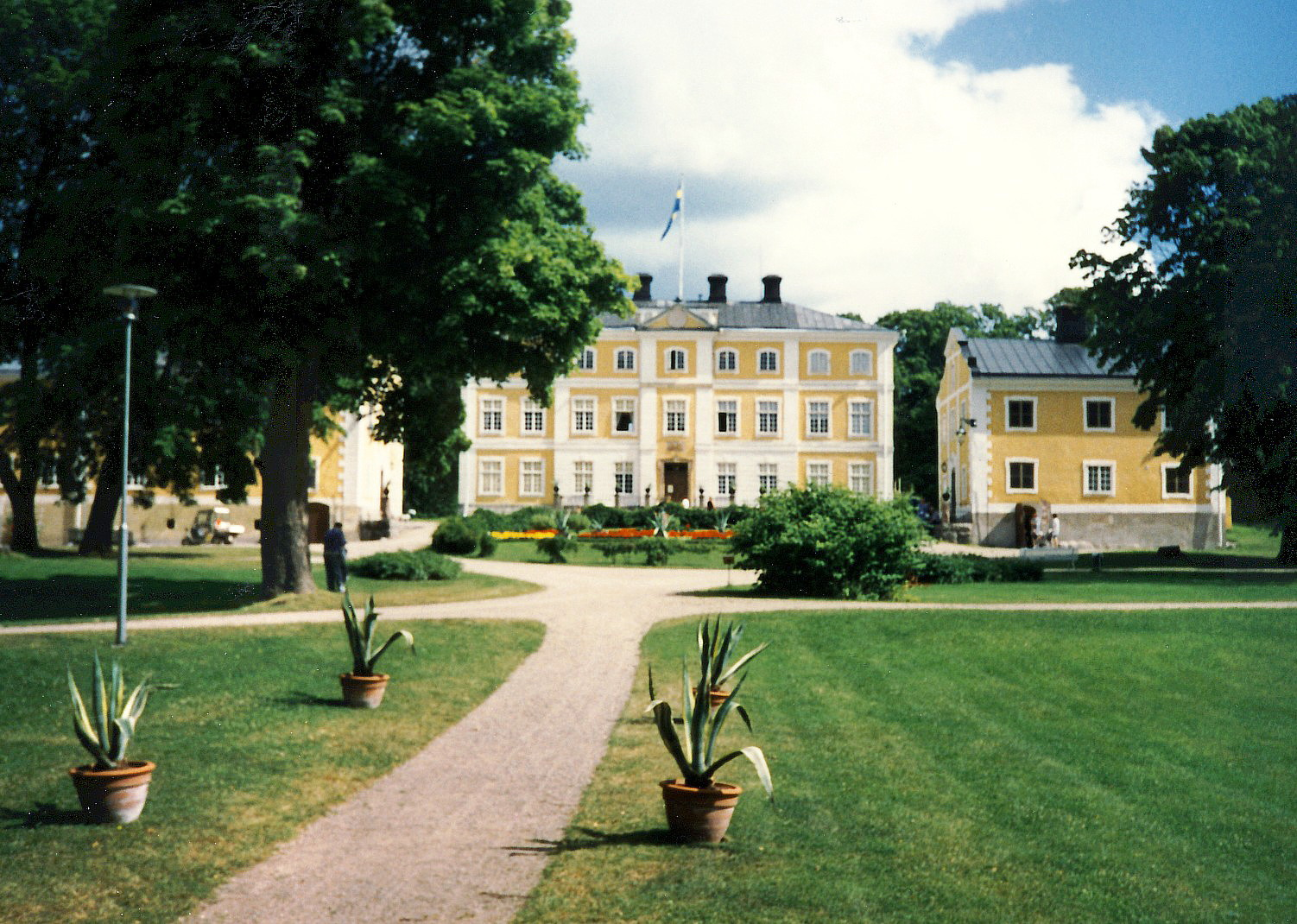
Julita gård.
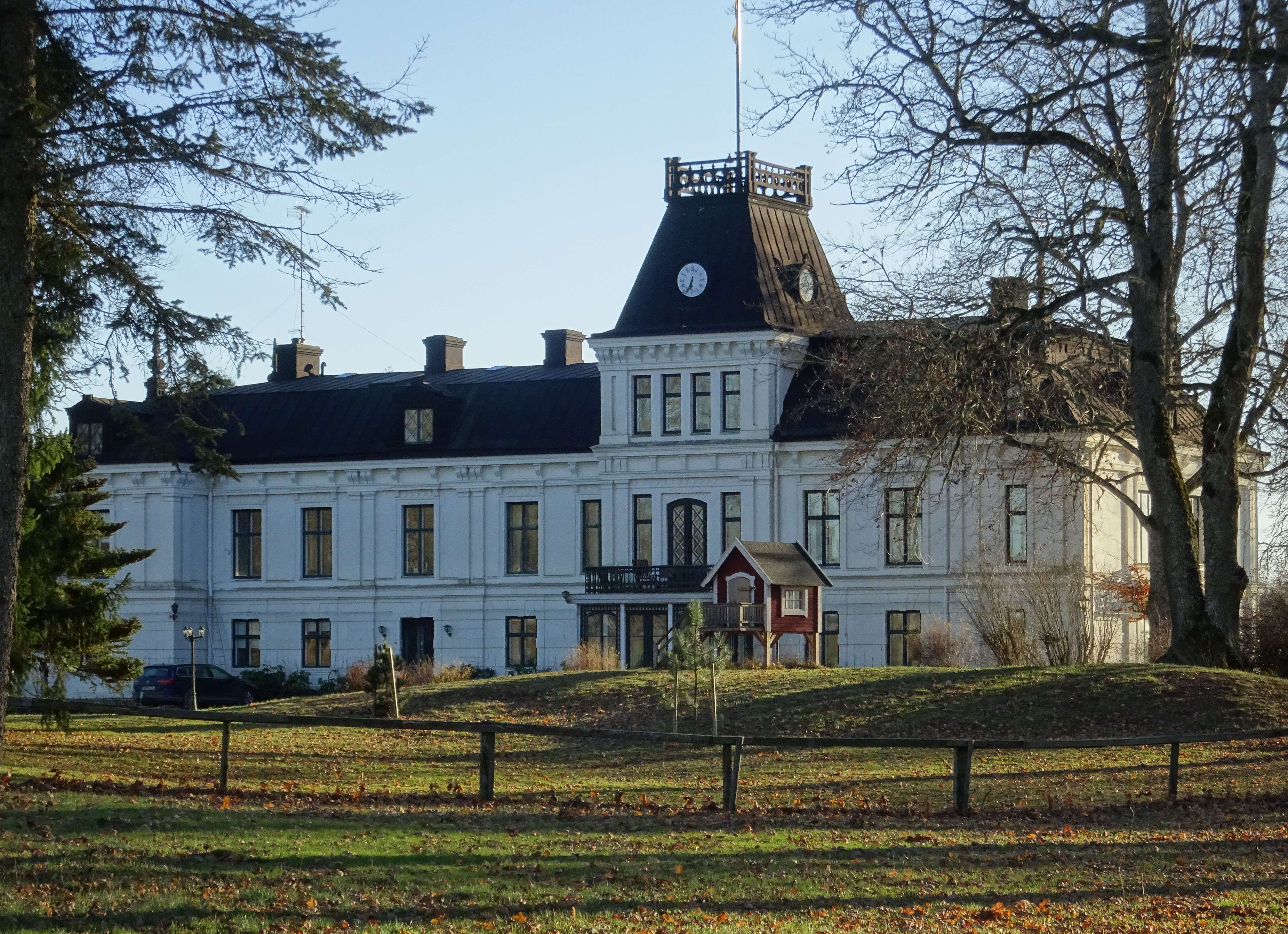
Fogelstad herrgård.
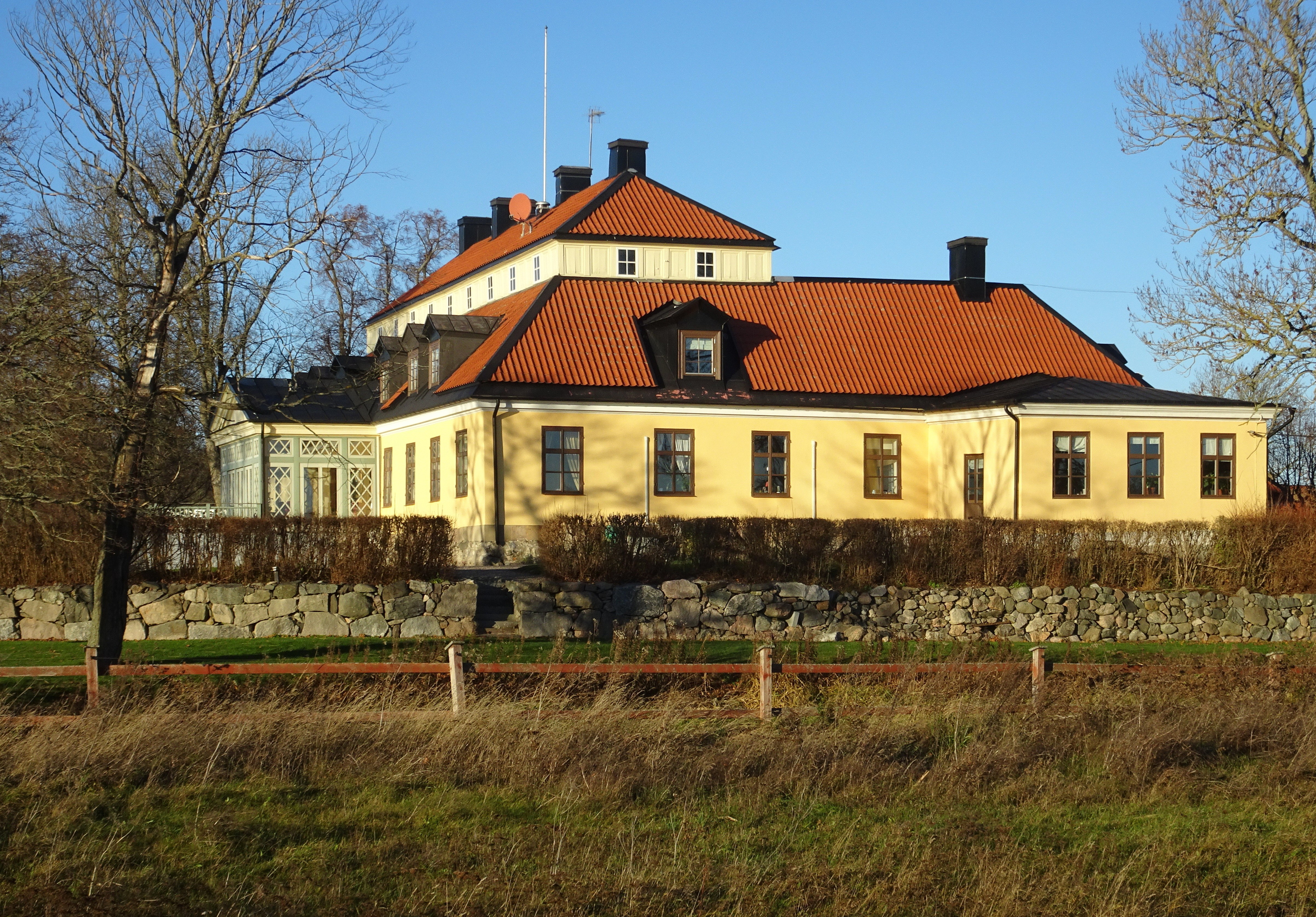
Gimmersta herrgård.
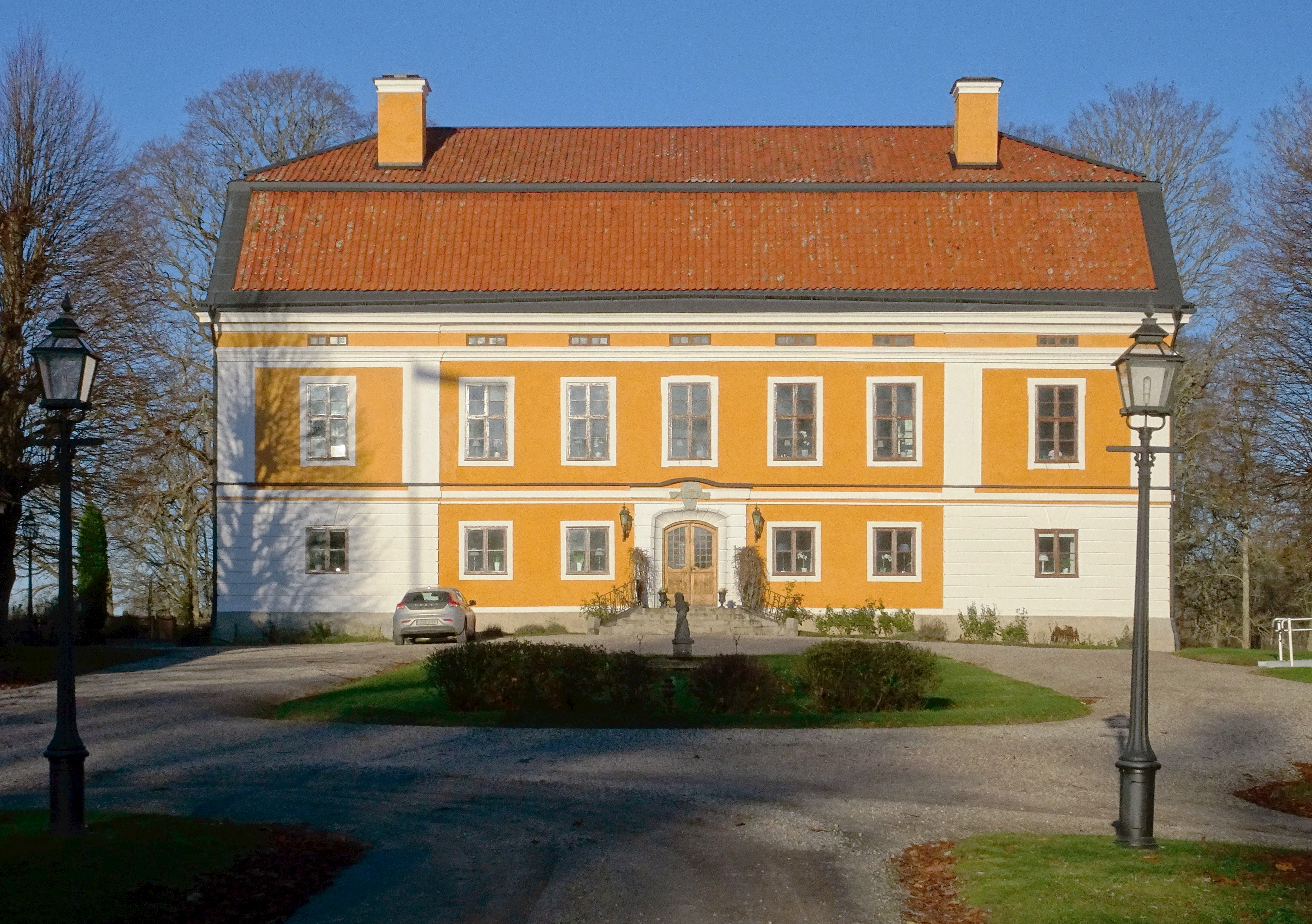
Äs herrgård.